# Királyszentistván
Királyszentistván község Veszprém vármegyében, a Balatonalmádi járásban.

## Fekvése
A Balaton-felvidéken, a Balatontól 6 kilométerre fekszik a Séd völgyében. A két legközelebbi várostól, Balatonfűzfőtől és Berhidától 7 kilométerre, illetve Veszprémtől 11 kilométer távolságra van. A község főutcája a kelet-nyugati irányban húzódó, Szabadbattyántól a 72-es főútig tartó 7202-es út, amelyet nagyjából észak-déli irányban, a faluközpont nyugati felében keresztez a 72-es út Balatonfűzfő és Litér közti szakaszát a 8-as főút sólyi szakaszával összekötő 7216-os út (egy rövid, körülbelül 400 méteres távon a két útszámozás egyazon szakaszon, közös nyomvonalon halad). A települést körülölelő dombokról jó kilátás nyílik mind a Bakonyra, mind pedig a Balatonra.

## Története
Már a római időkben lakott volt, melyet római villamaradványok tanúsítanak. Árpád-kori település. A hagyományok szerint I. István Sóly és Királyszentistván között a Séd völgyében győzte le 997-ben Koppányt, valószínűleg innen származik a neve. Erre utal a település címere. Első írásos említése 1476-ból való (Zenth Istwan).
1560-ban Várpalotához csatolták. A falu a 16. században többször elpusztult, 1650-től a Zichy családé lett.
1908-ban a falu közelében tartották az Osztrák–Magyar Monarchia katonai nagygyakorlatát, melyet Ferenc József is megtekintett, akkor kapta a falu neve a király előtagot.

## Közélete

### Polgármesterei
- 1990–1994: Tánczos Sándor (MSZDP királyszentistváni alapszervezete)[4]
- 1994–1998: Tánczos Sándor (független)[5]
- 1998–2002: Tánczos Sándor (független)[6]
- 2002–2006: Kőszegi Ferenc (független)[7]
- 2006–2010: Kőszegi Ferenc Gyula (független)[8]
- 2010–2014: Kőszegi Ilona (független)[9]
- 2014–2019: Kőszegi Ilona (független)[10]
- 2019–2024: Kőszegi Ilona (független)[11]
- 2024– : Kőszegi Ilona (független)[1]

## Népesség
A település népességének változása:
| Lakosok száma | 471  | 468  | 468  | 463  | 472  | 475  | 466  |
|               | 2013 | 2014 | 2015 | 2021 | 2022 | 2023 | 2024 |

A 2011-es népszámlálás során a lakosok 95,8%-a magyarnak, 0,9% németnek, 0,2% románnak mondta magát (4,2% nem nyilatkozott; a kettős identitások miatt az végösszeg nagyobb lehet 100%-nál). A vallási megoszlás a következő volt: római katolikus 24,8%, református 13,6%, evangélikus 1,1%, felekezeten kívüli 37,4% (20,2% nem nyilatkozott).
2022-ben a lakosság 91,9%-a vallotta magát magyarnak, 2,1% németnek, 0,4% cigánynak, 0,2% románnak, 0,2% horvátnak, 0,2% bolgárnak, 0,2% szlovénnek, 2,5% egyéb, nem hazai nemzetiségűnek (7,8% nem nyilatkozott; a kettős identitások miatt a végösszeg nagyobb lehet 100%-nál). Vallásuk szerint 22,7% volt római katolikus, 14,8% református, 0,4% evangélikus, 2,1% egyéb keresztény, 1,7% egyéb katolikus, 21% felekezeten kívüli (36,7% nem válaszolt).

## Címerleírás
Az arany szegélyű háromszög pajzs, kék mezejében, zöld hármas halomnak, leveles, aranykoronás kiemelkedő középső részén álló arany, talpas kettős kereszt, egy-egy egymást száruknál metsző arany búzaszállal övezve.
A pajzs szélességének és magasságának aránya: 7: 8, a szegély szélessége 1/5 egység.
Színei: arany (PANTONE 871 c), kék (PANTONE 293 c), zöld (pantone 341 c)
Hivatkozás: Királyszentistván Község Önkormányzatának 13/2008 (XII.17.) rendelete a helyi címer, zászló és pecsét alapításáról és használatának rendjéről. 
www.kiralyszentistvan.hu

## Nevezetességei
- Református templom: középkori eredetű, klasszicista stílusú, 18. sz. közepe
- Vízimalom.
- Szent István Park: a központban található, mely egyben szabadtéri programok színhelye is, köztük az állandó Szent István napi ünnepi rendezvényeknek

## Érdekesség
Azok a települések, amelyek neve utal Szent István királyra, egy tömörülést (Szent Király Szövetség) alkotnak határon innen és túl. Évente egy ünnep keretében mindig más "tagfalu" ad otthont a rendezvénynek és ott bemutatkozik mind a házigazda, mind a vendég települések kultúrája és egyénisége. Ezen a rendezvényen döntenek új tagok felvételéről is. E tömörülés tagja Királyszentistván, valamint a közeli Szentkirályszabadja is.

## Képgaléria

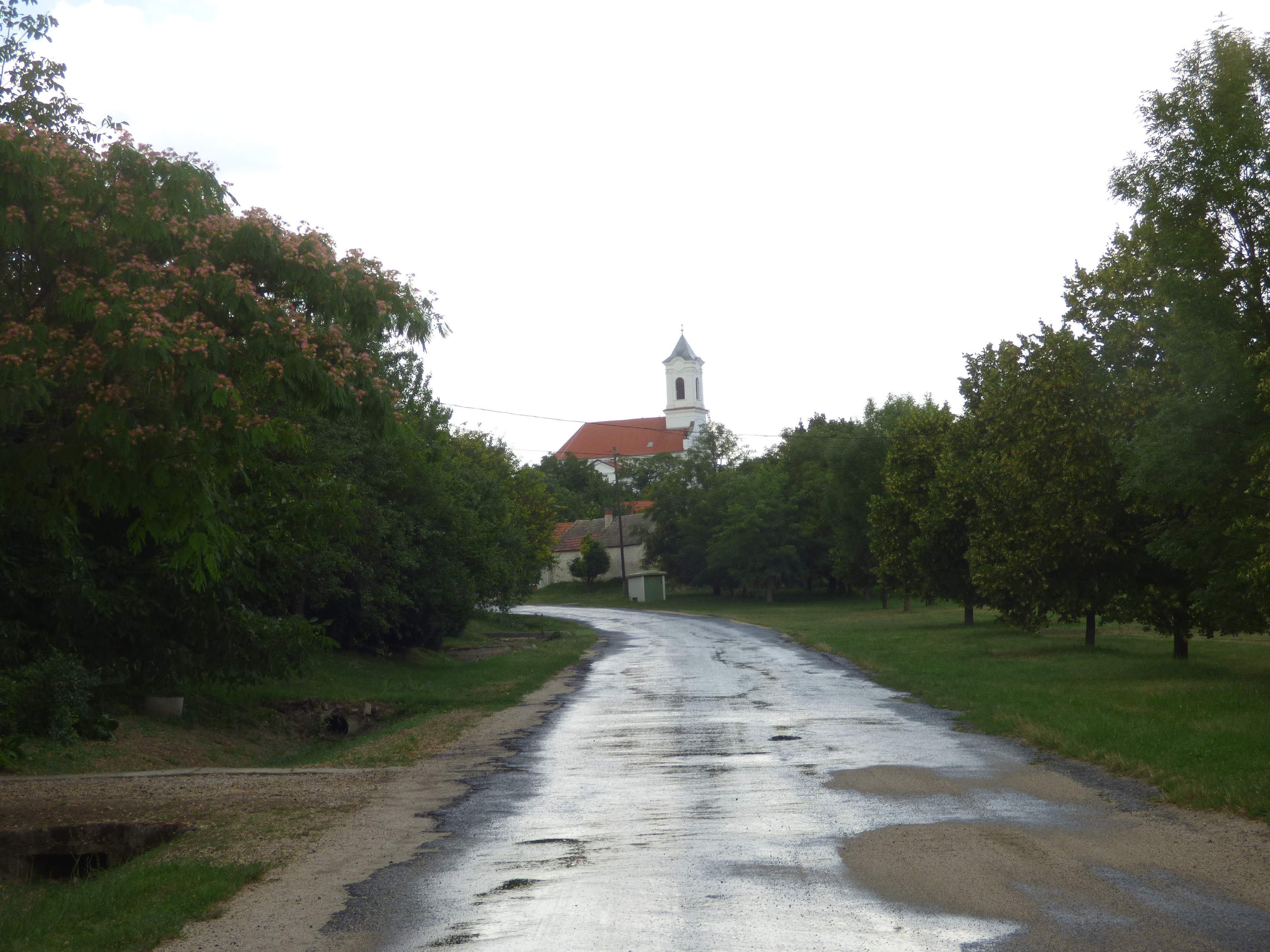
Királyszentistván Balatonfűzfő felől
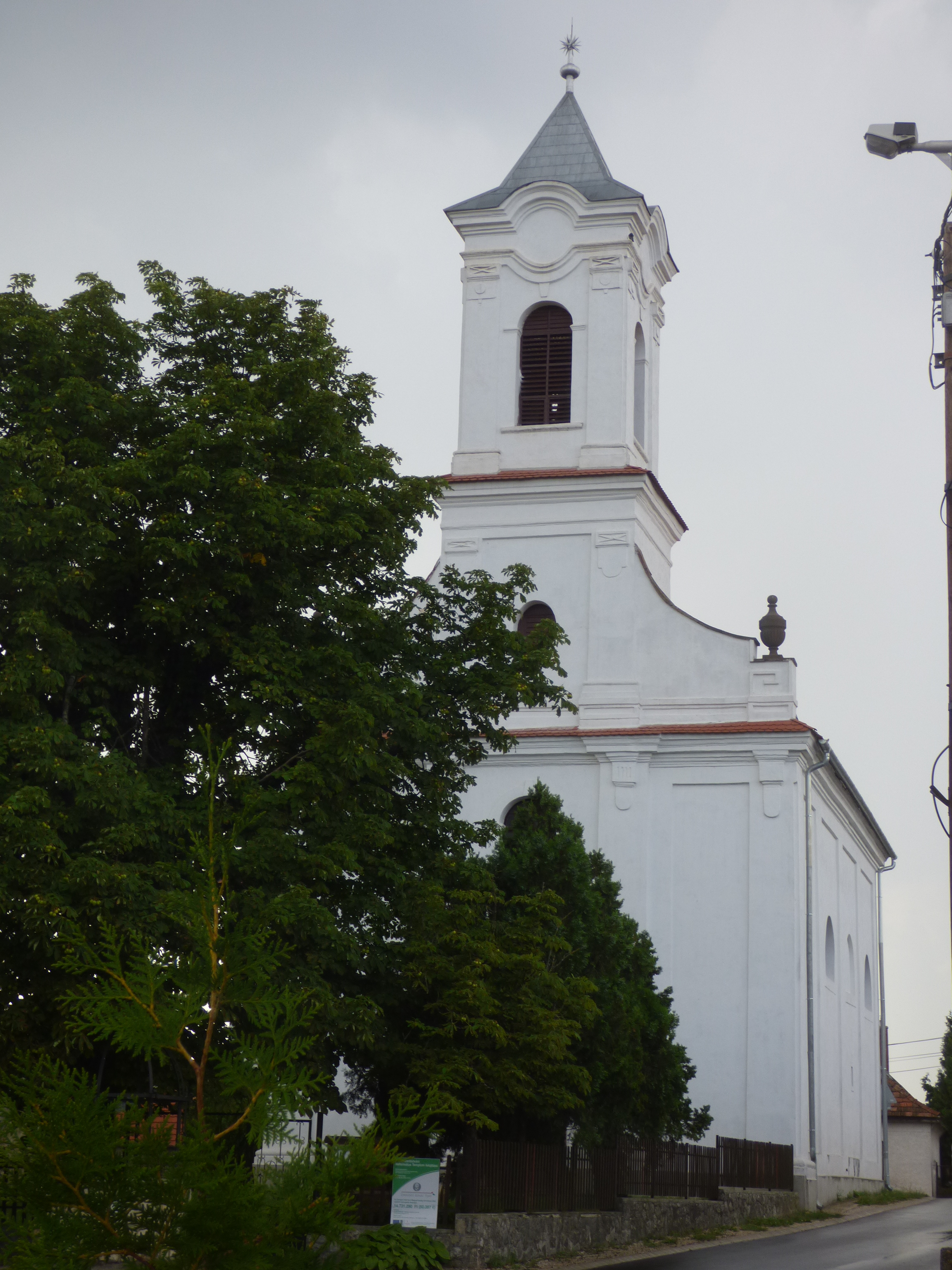
A református templom a főtérről nézve
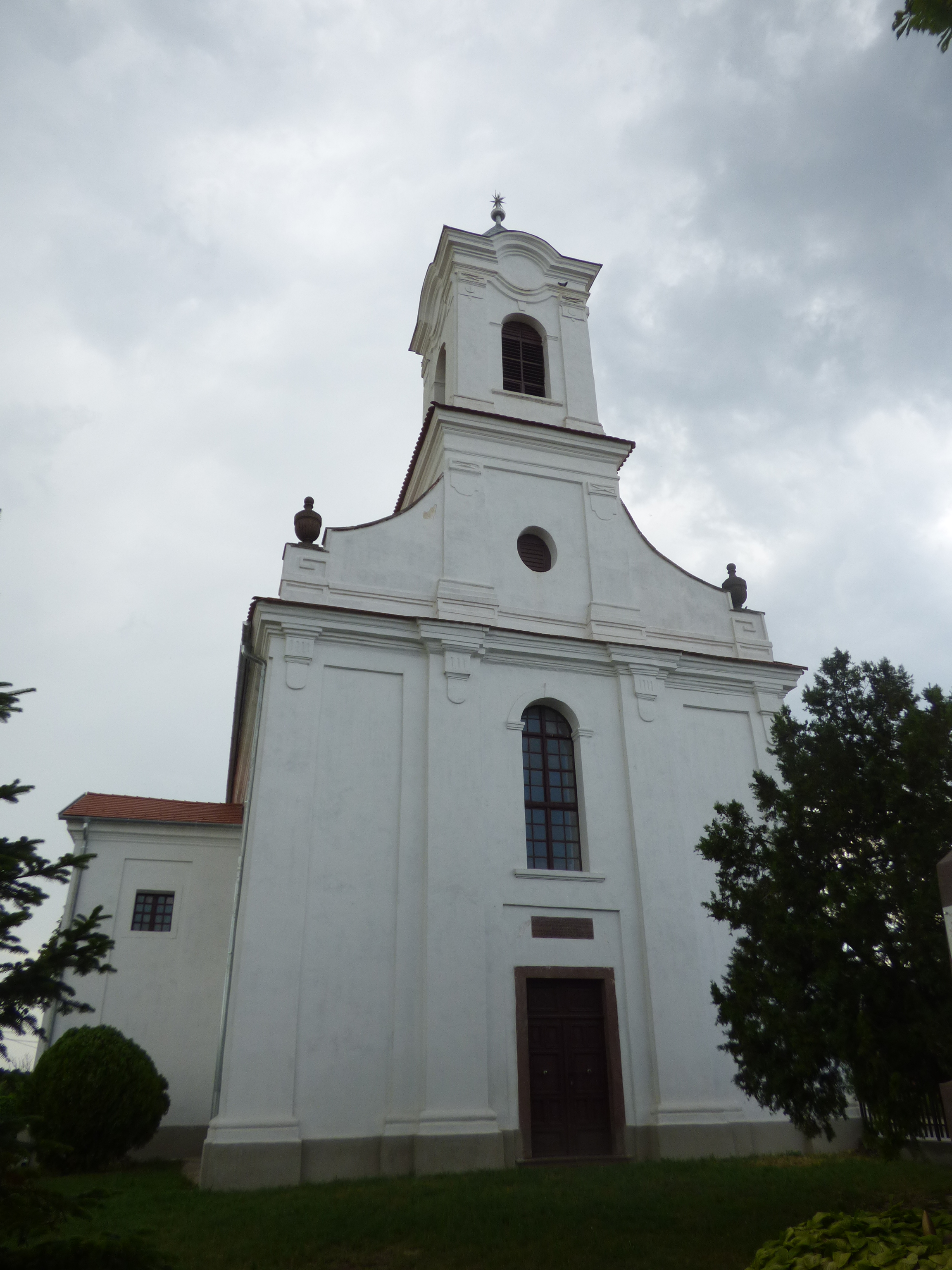
A református templom a templomkertből nézve
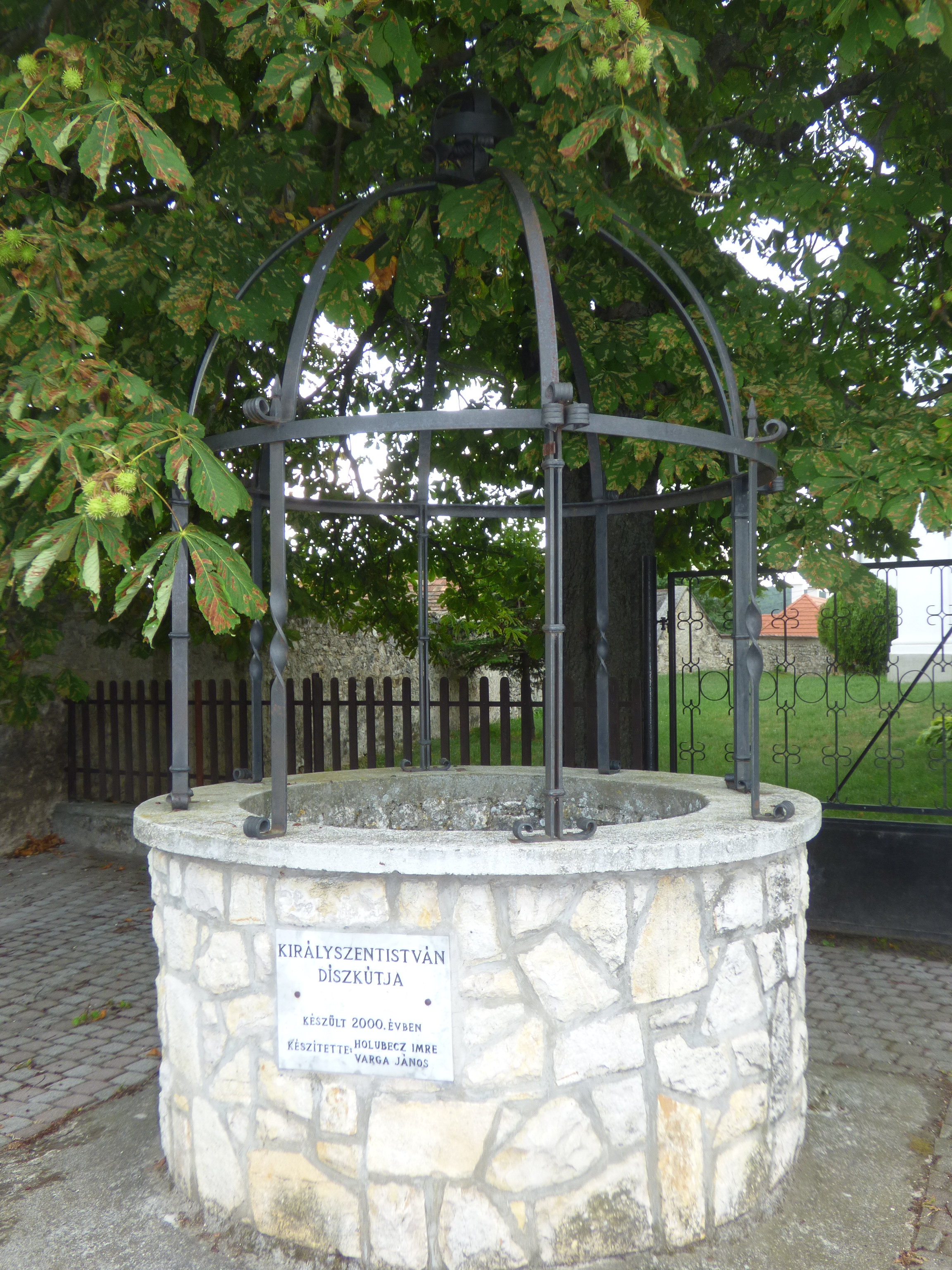
Díszkút a falu központjában, a református templom előtt
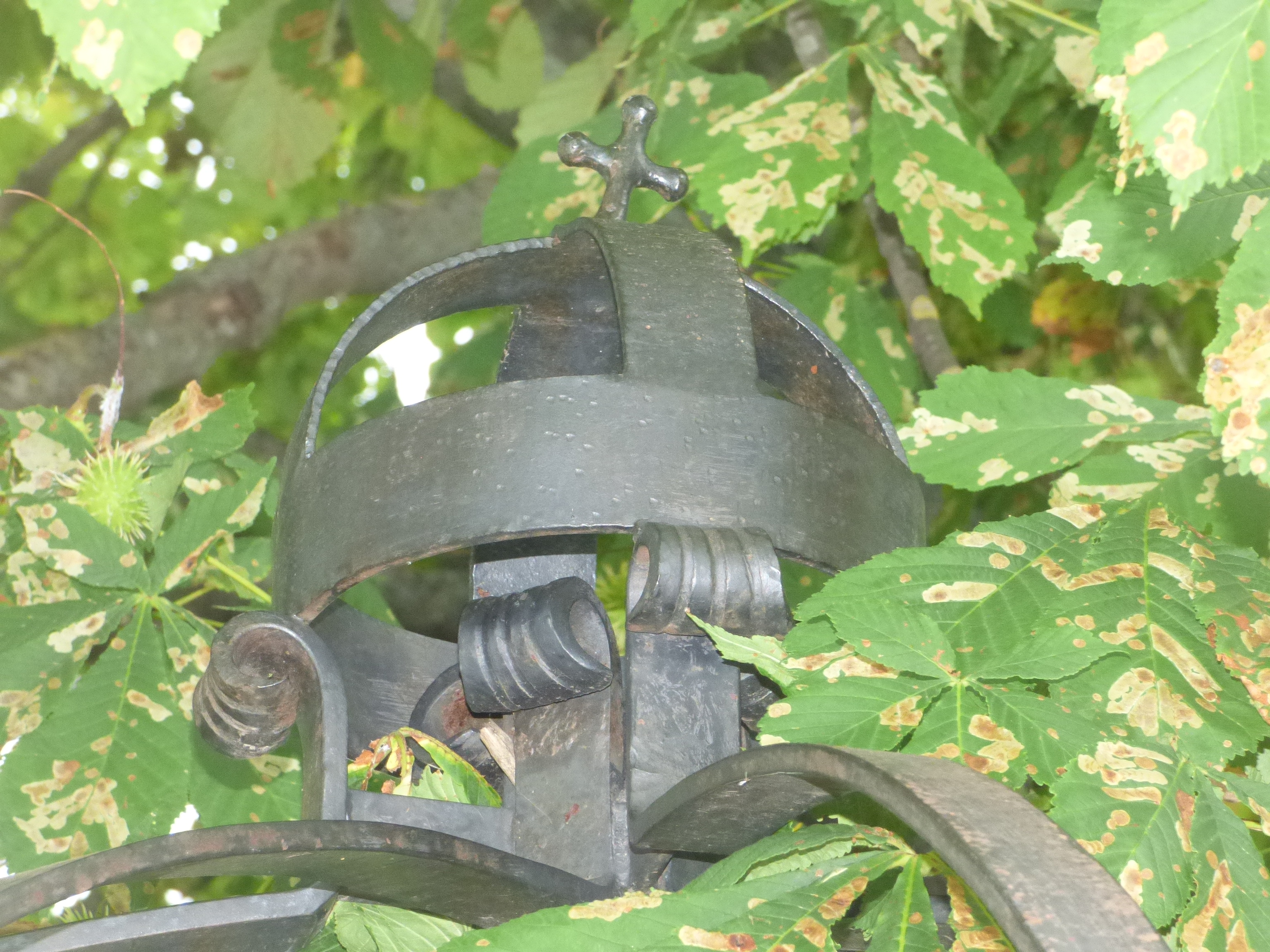
A magyar szent korona megjelenítése a díszkúton
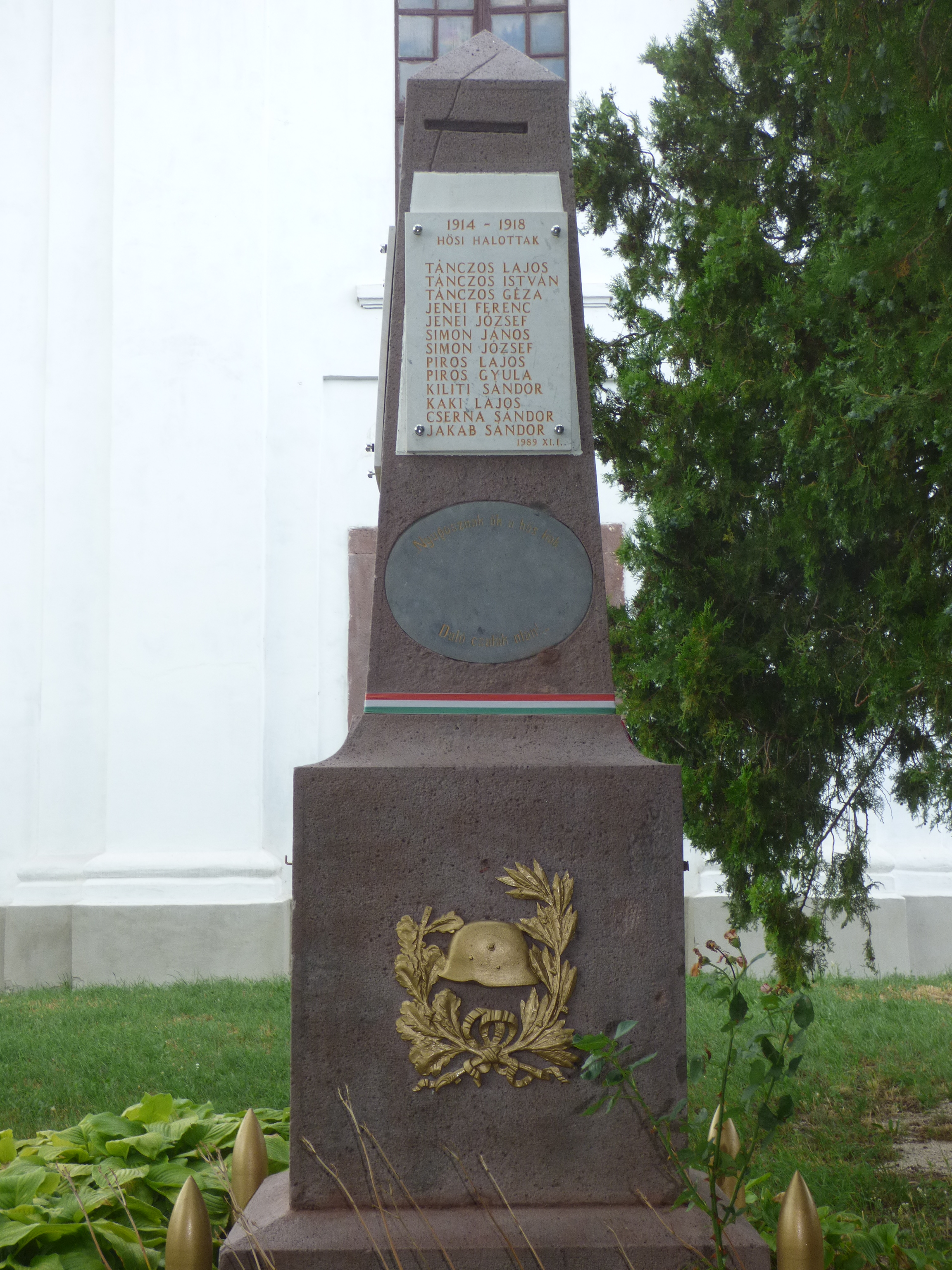
Királyszentistván első világháborús hősi emlékműve
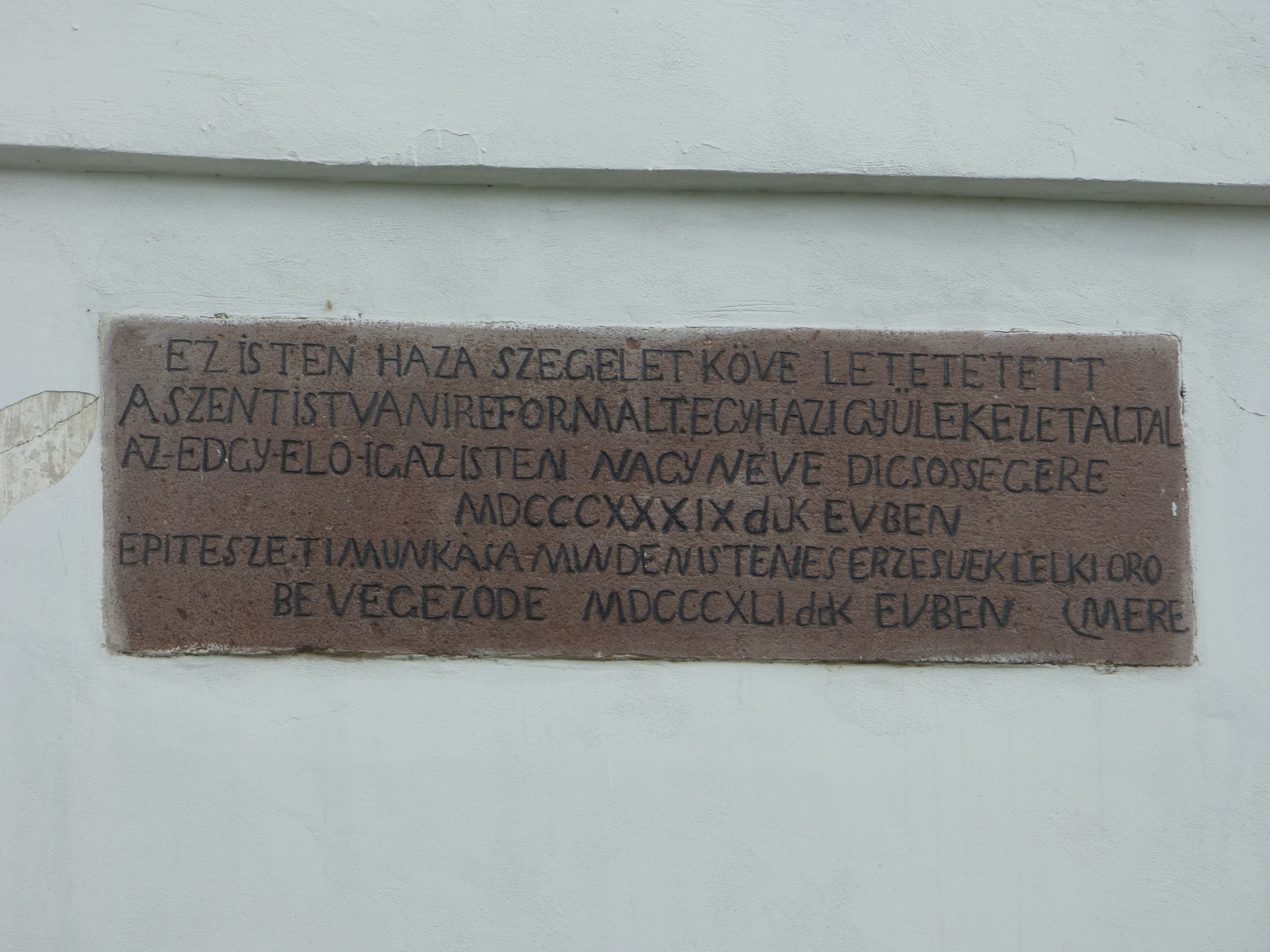
Felirat a református templom homlokzatán
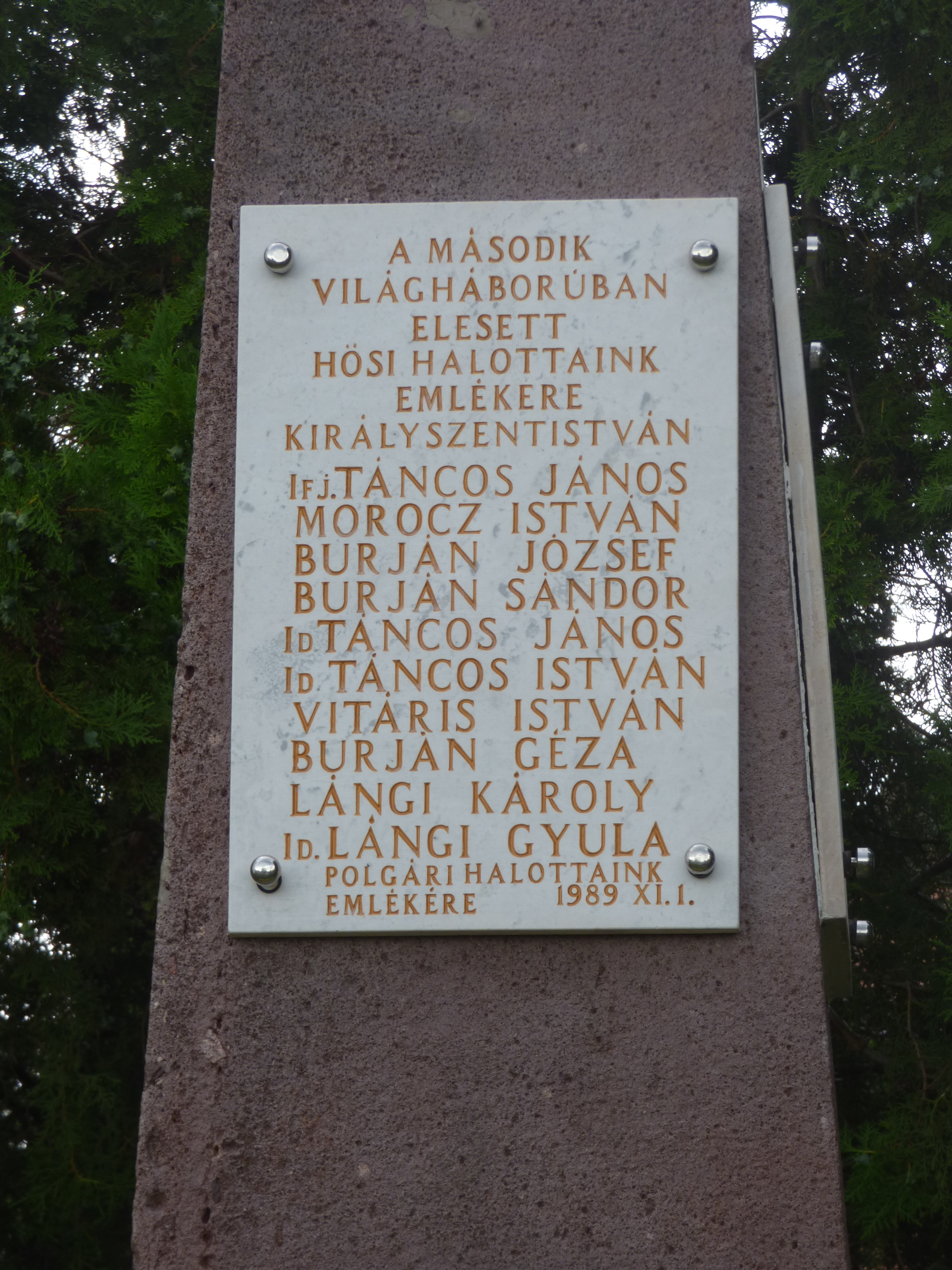
Második világháborús áldozatok névsora a hősi emlékművön
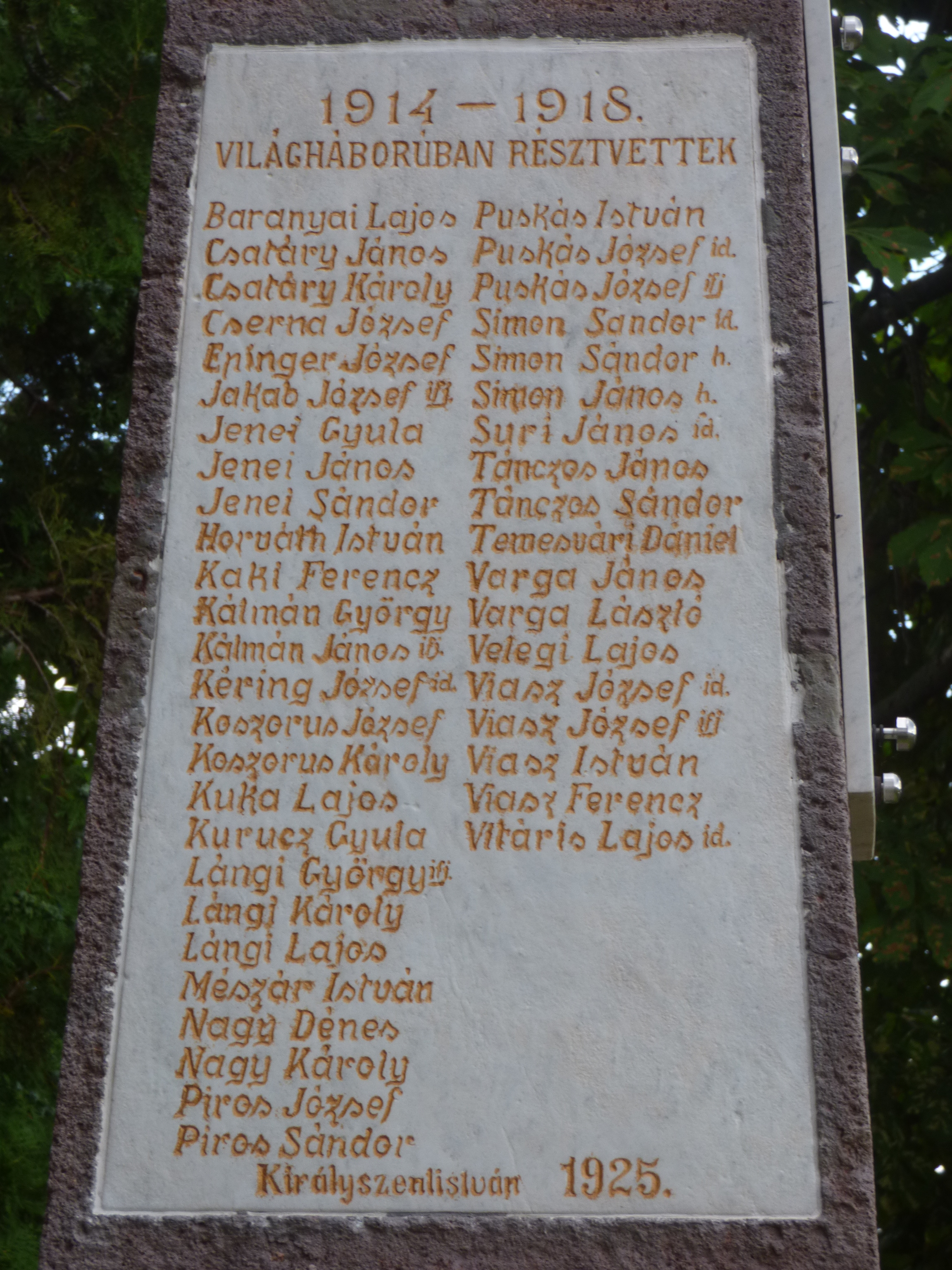
Az első világháborúban részt vett helyi lakosok névsora a hősi emlékművön
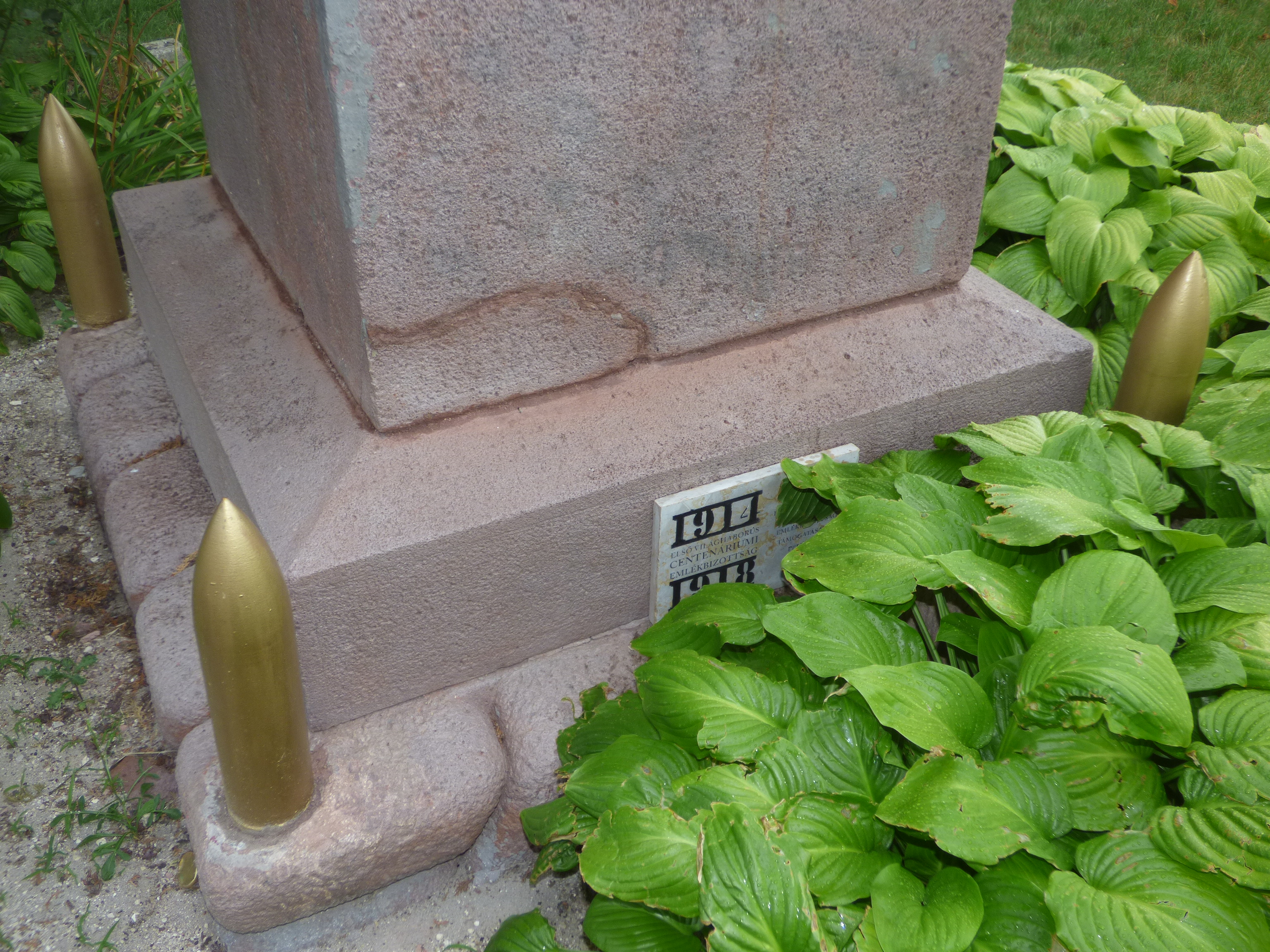
Lövedékeket imitáló díszítőelemek a hősi emlékmű talapzatánál
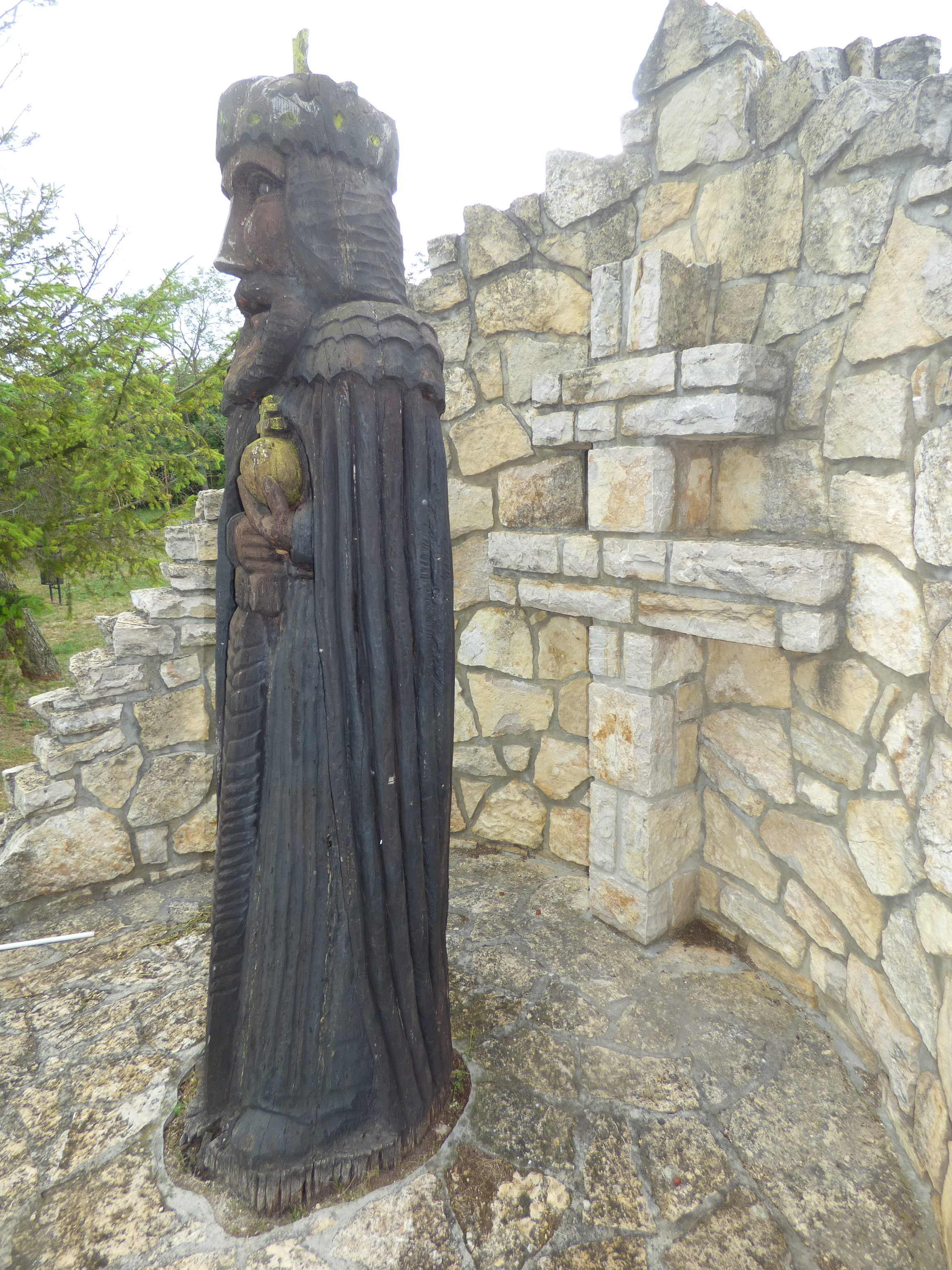
Szent István szobra a róla elnevezett parkban
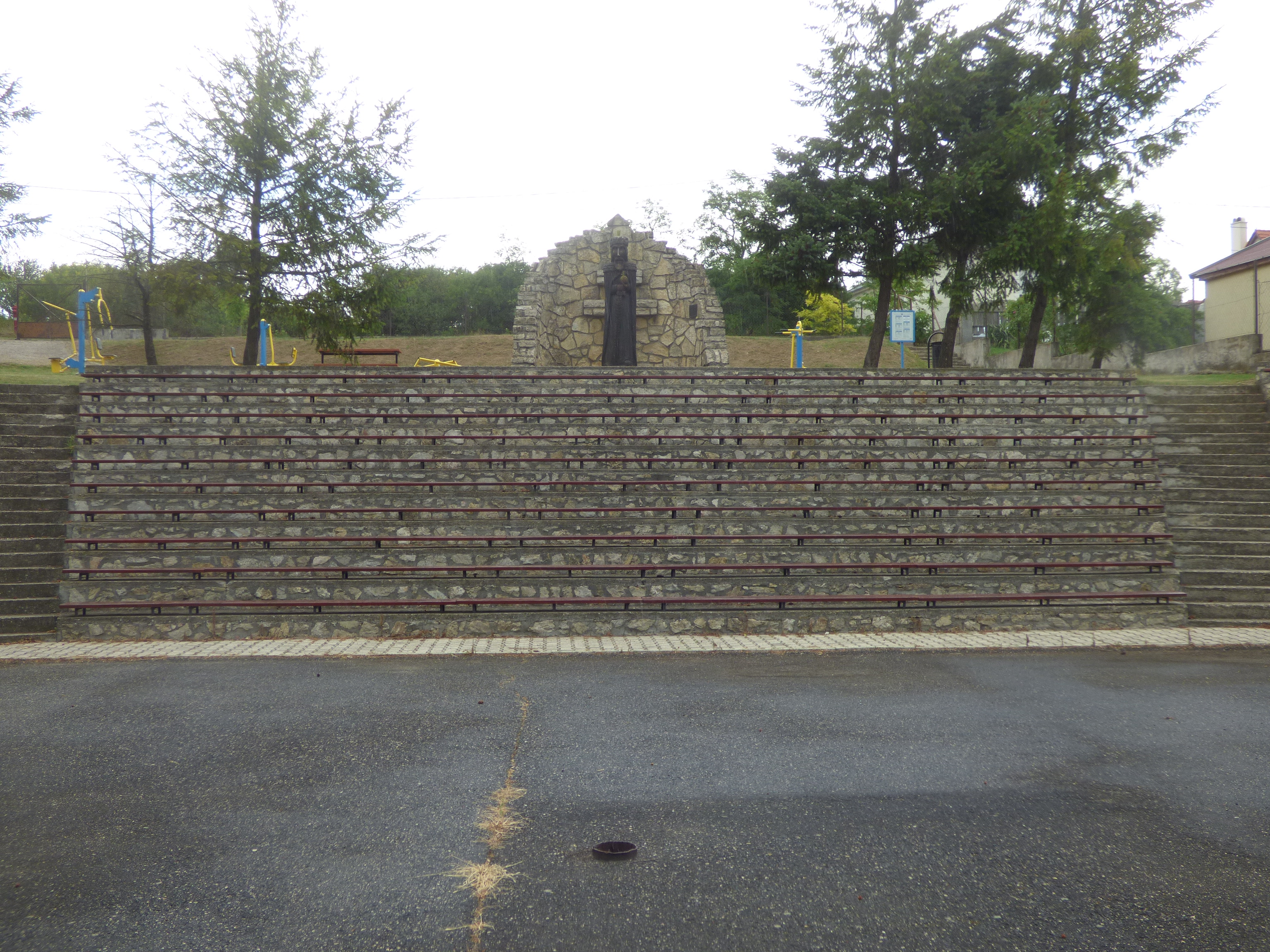
A Szent István park szabadtéri színpadának nézőtere
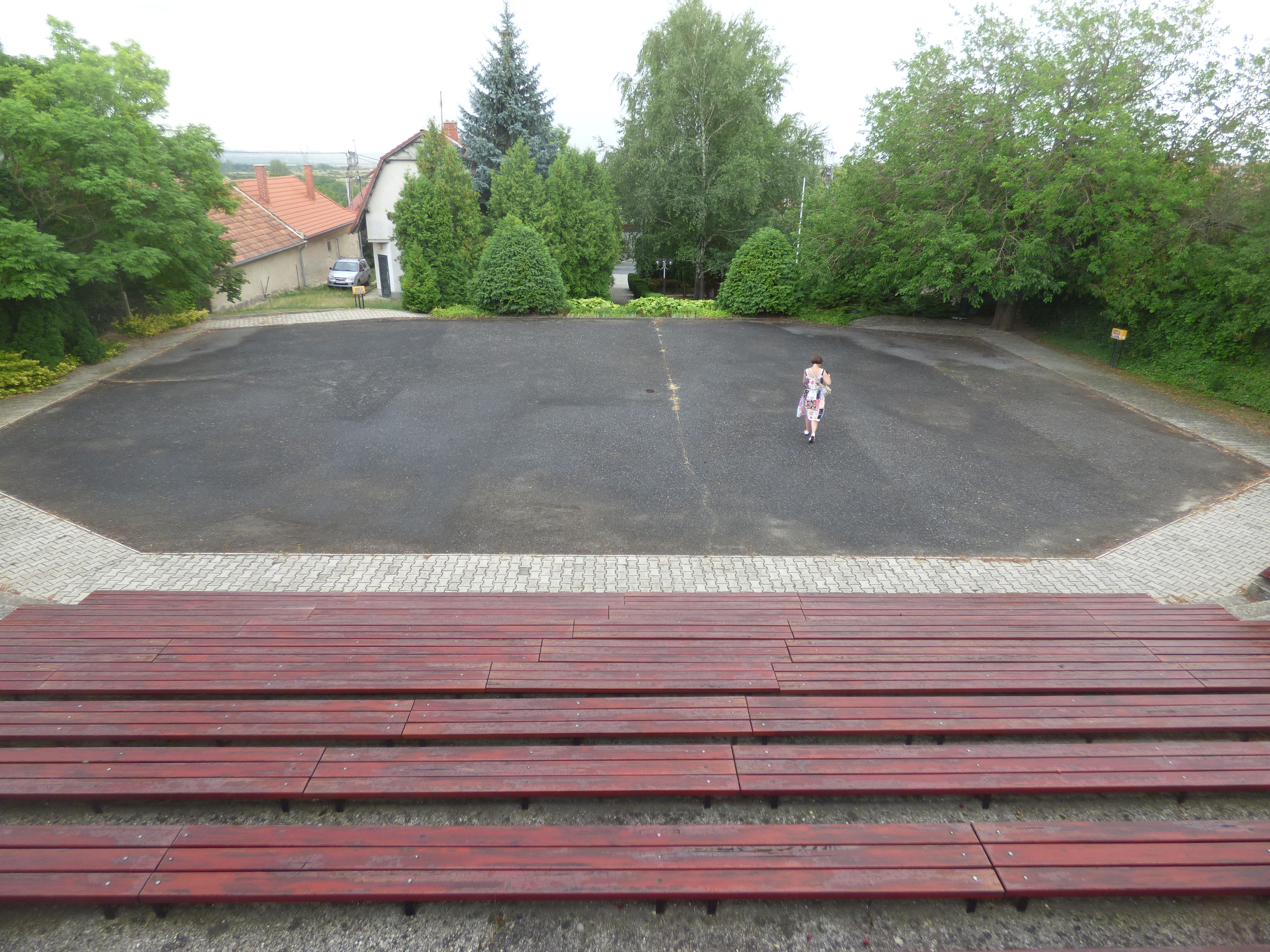
A Szent István park
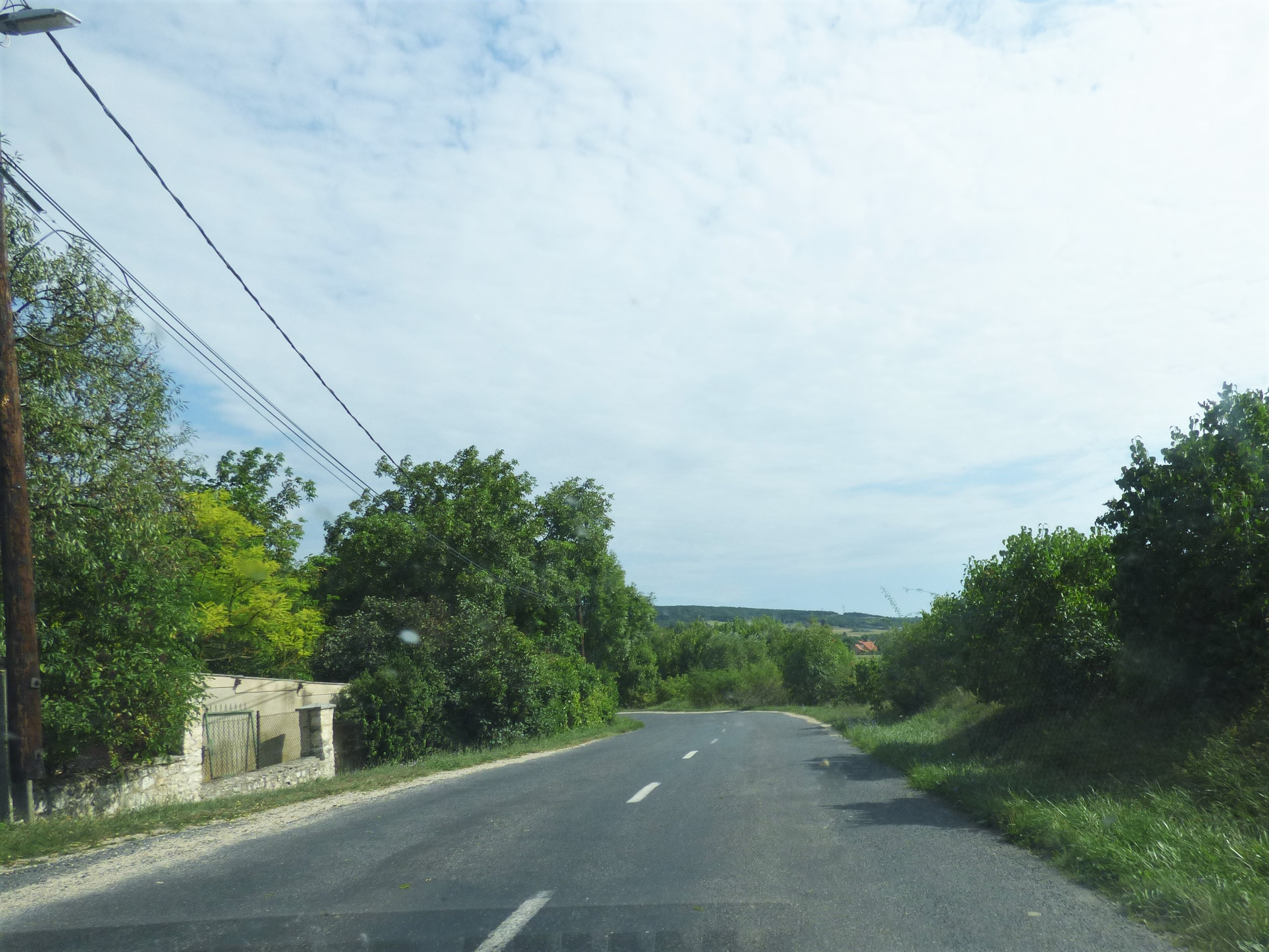
A 7216-os út a falu nyugati szélén
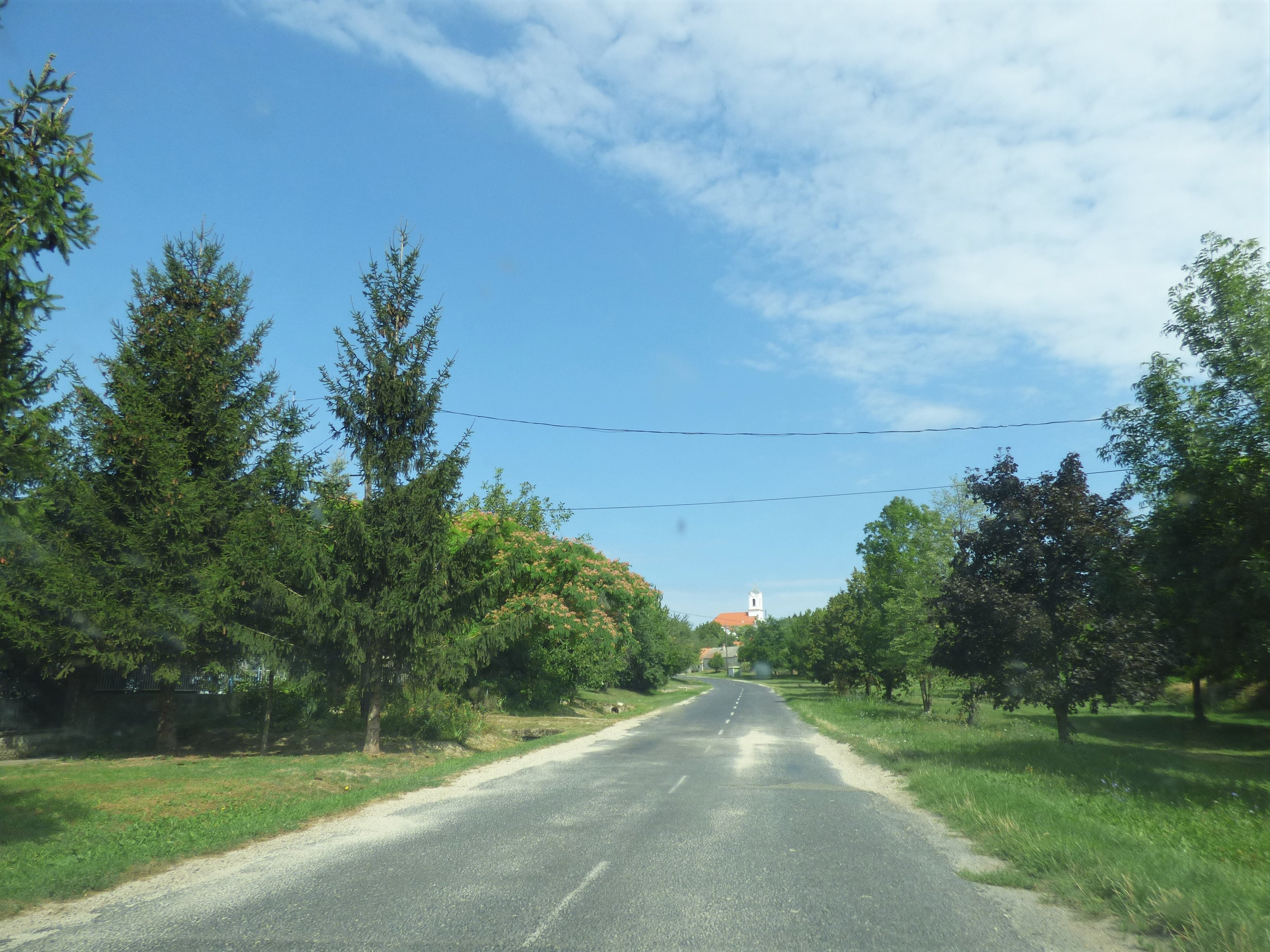
Érkezés a faluba a 72-es főút felől
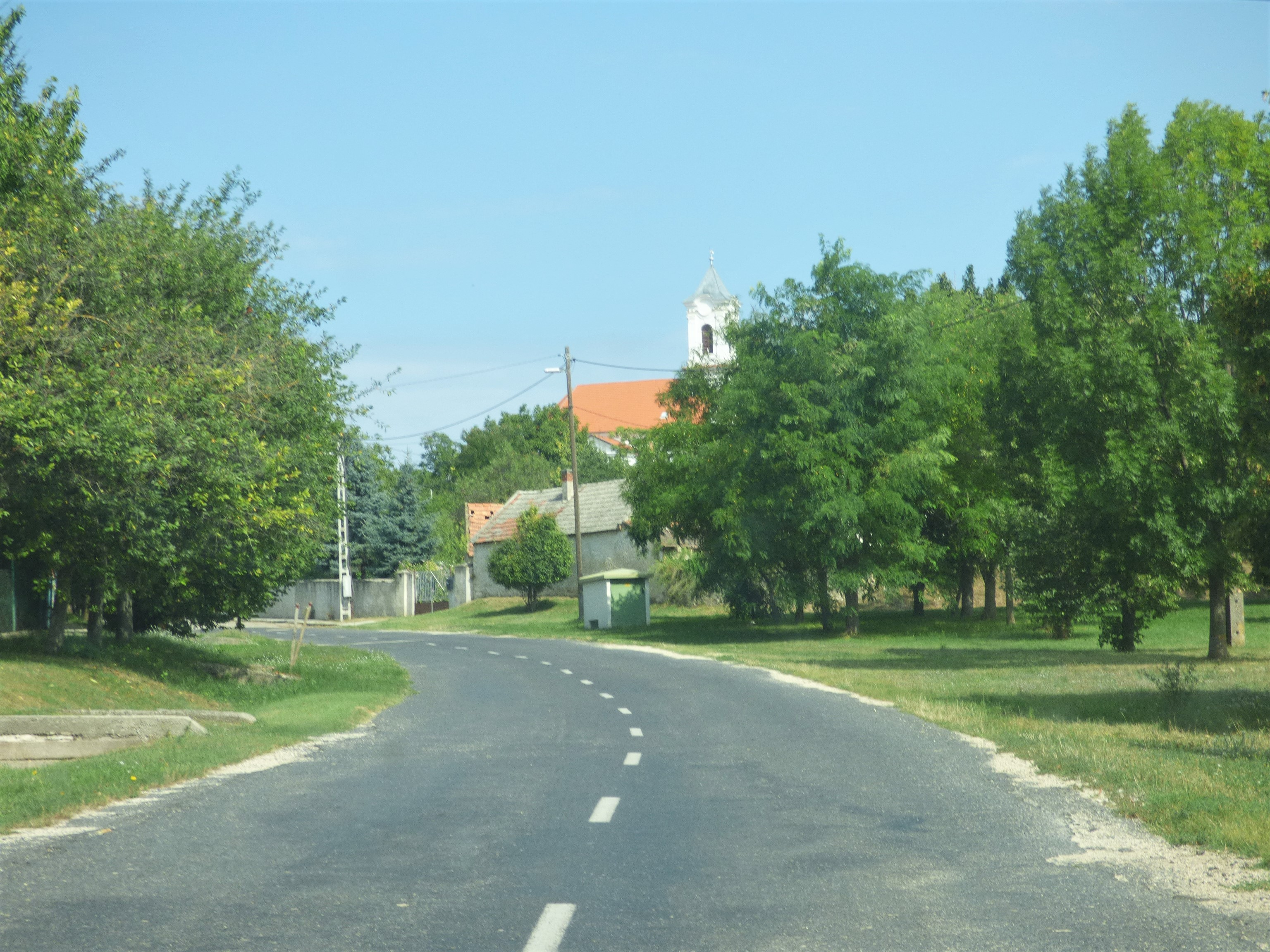
A 7216-os út Királyszentistván templomával